# Бембинов, Григорий Бадмаевич
Григо́рий Бадма́евич Бемби́нов (29 декабря 1923, хутор Шин Герл, Автономная область калмыцкого трудового народа — 18 марта 1998) — советский хозяйственный, государственный и политический деятель.

## Биография
Родился 29 декабря 1923 года на хуторе Шин Герл (ныне — село Виноградово) Калмыцкой aвтономной области.
Окончил Башатинский сельскохозяйственный техникум по специальности «агроном» (годы учёбы 1940—1942). Одновременно с учёбой в 1941—1942 годах работал агрономом на машинно-тракторной станции. Сразу же по окончании учёбы, 20 марта 1942 года, призван в армию. Служил во 2-м полку пограничных войск НКВД, награждён медалью «За оборону Сталинграда», участвовал в битве на Курской дуге, освобождении Белоруссии и Западной Украины.
В 1944 году в ходе депортации калмыков по Указу Президиума ВС СССР снят с фронта, отправлен под конвоем в запасной полк, с Московского пересыльного пункта направлен на станцию Кунгур Молотовской области, а затем в Широковский исправительно-трудовой лагерь. После формирования строительных батальонов — командир взвода на строительстве железной дороги до станции Половинка. Позже работал в геодезической группе и делопроизводителем 2-го отделения Широклага. Освобождён 1 июня 1945 года.
В 1946 году вступил в ВКП(б). До 1957 года оставался в Казахстане, работал старшим, затем главным агрономом, начальником земельного управления, в заключительный период работы в Казахстане — заместитель начальника Семипалатинского областного управления сельского хозяйства. Окончил Алма-Атинский сельскохозяйственный институт.
В 1957 году вернулся в Калмыкию. В 1957—1962 годах заместитель заведующего сельскохозяйственным отделом Калмыцкого областного комитета КПСС, заместитель министра, а затем министр сельского хозяйства Калмыцкой АССР. С 1962 по 1967 год председатель Совета министров Калмыцкой АССР.
Не сработался с Басаном Бадьминовичем Городовиковым и ушёл с поста. С марта 1967 года на работе в Совете министров РСФСР в должности заместителя заведующего отделом по организационной работе, позже — в министерстве сельского хозяйства РСФСР.
Кандидат сельскохозяйственных наук. Избирался депутатом Верховного Совета СССР 6-го созыва. В 1990-е годы работал над мемуарами. Умер 18 марта 1998 года. Похоронен в Москве на Троекуровском кладбище. Книга воспоминаний «Раненая степь» вышла в 1999 году.